# Daniel Steuernagel
Daniel Steuernagel (* 16. November 1979 in Laubach) ist ein deutscher Fußballlehrer sowie -funktionär. Zuletzt war er Cheftrainer des KFC Uerdingen 05.

## Werdegang
Der Hesse Steuernagel, der nach dem Studium der Grundschulpädagogik zunächst über Jahre als Lehrer tätig war, begann seine Arbeit als Trainer im Jahr 2008 bei den lokalen Klubs Viktoria Nidda und SSV Lindheim. Anschließend betreute er für zwei Spielzeiten den SC Teutonia Watzenborn-Steinberg, aus dem später der FC Gießen werden sollte, in der Verbandsliga Hessen Mitte. Mit der Teutonia gelangen Steuernagel in den Spielzeiten 2014/15 und 2015/16 zwei Aufstiege hintereinander, aus der Verbandsliga über die Hessenliga in die Regionalliga Südwest.
Von Oktober 2016 bis August 2017 war Steuernagel beim Regionalligisten Sportfreunde Siegen als Sportlicher Leiter angestellt. Ab Juni 2017 widmete sich Steuernagel in Vollzeit der Ausbildung zum Fußballlehrer, weswegen die Zusammenarbeit beendet wurde.
Als Absolvent des Ausbildungsjahrgangs 2017/18 schloss der Hesse schließlich an der Hennes-Weisweiler-Akademie zu Köln seine Schulung zum Fußballlehrer ab. Neben ihm hatten auch ehemalige Profispieler wie Antonio Di Salvo, Markus Daun, Dimitrios Grammozis oder Francisco Copado erfolgreich an dem Lehrgang teilgenommen.
Zur Spielzeit 2018/19 fand Steuernagel eine Anstellung als Trainer bei den Kickers Offenbach. Die Mannschaft beendete die Saison auf dem fünften Platz. Nachdem die Kickers in der Spielzeit 2019/20 nach acht Spieltagen und zwei Niederlagen acht Punkte hinter dem noch ungeschlagenen Tabellenführer Saarbrücken lagen, folgte die Freistellung des Trainers.
Bereits Mitte Oktober 2019 übernahm Steuernagel den Drittligisten KFC Uerdingen 05, der zu diesem Zeitpunkt Tabellensechzehnter war, als Cheftrainer. Er folgte auf Heiko Vogel und dessen interimistischen Vertreter Stefan Reisinger, welcher zum Teamchef ernannt wurde. Sein Vertrag galt bis Saisonende. Im März 2020 wurde Steuernagel durch Stefan Krämer ersetzt. Im April 2024 gab der Hessenligist FSV Fernwald die Verpflichtung von Steuernagel bekannt.
Gleich im ersten Jahr, in der Saison 24/25, führte er den FSV Fernwald an die Spitze der Lotto-Hessenliga und schloss die Saison mit dem Meistertitel ab. Ergänzend hierzu ging Steuernagel noch mit seiner Mannschaft als Sieger aus dem Licher-Kreispokal hervor und holte damit das Double.